# Autotrasplantament

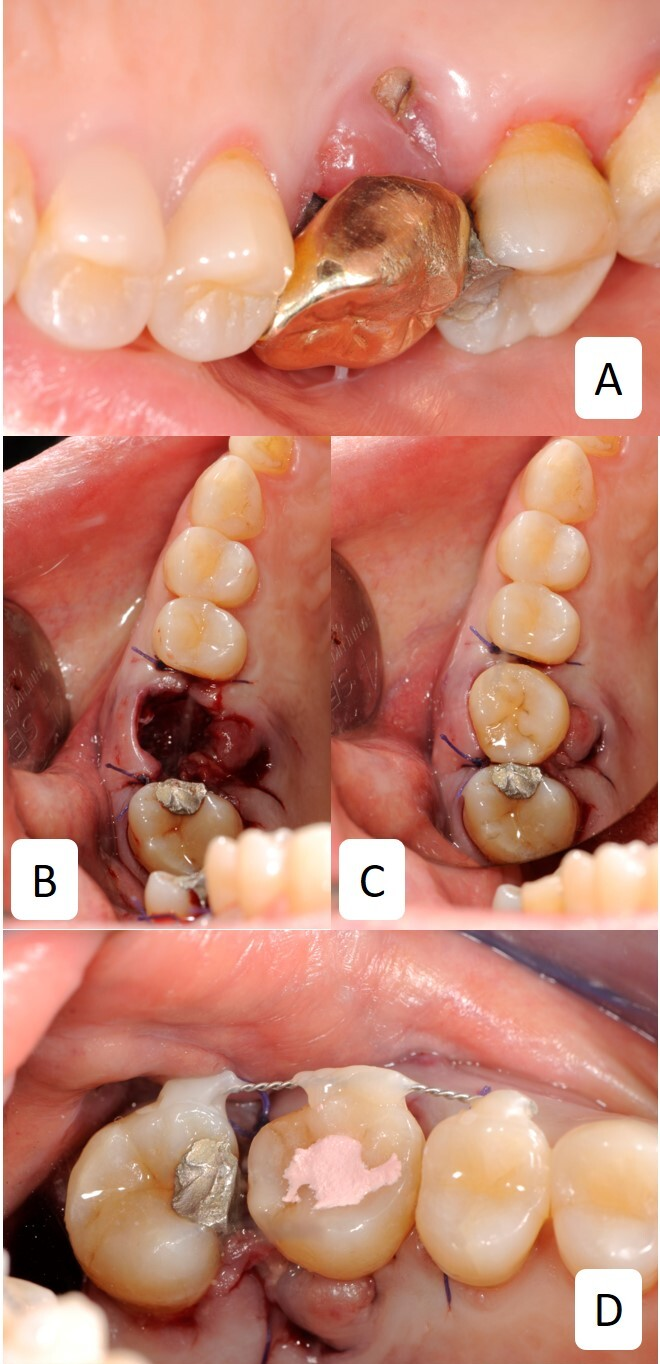
Autotrasplantament dentari:
A) Primer molar permanent superior dret no restaurable.
B) El primer molar permanent superior dret ja extret.
C) Immediatament trasplantat (a la cavitat que hi havia) un queixal del seny (el superior dret).
D) Fixació temporal del queixal del seny col·locat en la seva nova posició.

El trasplantament autòleg o autotrasplantament (del grec αὐτος - autós, un mateix) és un trasplantament en el qual el receptor i el donant són el mateix individu. En aquest trasplantament no hi ha rebuig.
S'usa el terme d'autoempelt en cas de trasplantaments de teixits o porcions d'òrgans, com poden ser pell, os, vasos sanguinis o medul·la òssia.

## Donació de sang autòloga
En la terminologia dels bancs de sang, una donació de sang autòloga es refereix a una donació de sang realitzada per l'ús del mateix donant, en general per a una cirurgia programada. (En general, la noció de "donació" no es refereix a donar a un mateix, encara que en aquest context s'ha convertit en un terme acceptable idiomàticament.)